# جان گالزورثی
جان گالزورثی (به انگلیسی: John Galsworthy) رمان‌نویس و نمایشنامه‌نویس انگلیسی بود که در سال ۱۹۳۲ برنده جایزه نوبل ادبیات شد.

## زندگی
او در سال ۱۸۶۷ در کینگستون هیل انگلستان متولد شد.

## آثار
- جوسلین (۱۸۹۸)
- جعبه نقره‌ای (۱۹۰۶)
- مرد ملاک (۱۹۰۶)
- حماسه فورسایت (۱۹۲۱–۱۹۰۶)
- خانه روستایی (۱۹۰۷)
- برادری (۱۹۰۹)
- شادی (۱۹۰۹)
- عدالت (۱۹۱۰)
- کبوتر (۱۹۱۲)
- فراری (۱۹۱۳)
- یک ذره عشق (۱۹۱۵)
- سرزمین‌های آزاد (۱۹۱۵)
- پنج داستان (۱۹۱۸)
- وفاداری (۱۹۲۲)
- کمدی مدرن (۱۹۲۸–۱۹۲۴)
- میمون سفید (۱۹۲۴)
- قاشق نقره‌ای (۱۹۲۶)
- آواز قو (۱۹۲۸)
- مردم
- یک راز
- کوچک
- جنگل‌ها
- پسر بزرگ
- بازی نومیدانه
- آن طرف
- گل تیره
- وفاداری‌ها
- دنیای کاخ
- مرد ناچیز
- برادر کوچک
- پابرهنه‌ها
- عاشق مترسک
- یک مرد مقدس
- اجاره داده می‌شود
- زیر شکوفه‌های سیب
- تلاش
- در دادگاه
- رهایی
- پایان فصل
- آن سوی رودخانه
- درخت به ژاپنی ترجمه مجید کریمی کتاب شهرفرنگ (مجموعه پنجاه داستان کوتاه) انتشارات ساکو